# Agave ×glomeruliflora
Agave ×glomeruliflora là một loài thực vật có hoa lai ghép trong họ Asparagaceae. Loài này được (Engelm.) A.Berger mô tả khoa học đầu tiên năm 1915.